# José de Figueiredo
José de Figueiredo (Porto, 20 de dezembro de 1871 — Porto, 18 de dezembro de 1937), foi um historiador e crítico de arte português.

## Biografia
Estudou advocacia em Coimbra e arte em Paris. Os seus estudos sobre os Painéis de São Vicente de Fora, permitiram-lhe atribuir a autoria de grande parte deles a Nuno Gonçalves. Publicou o livro " O Pintor Nuno Gonçalves" com os estudos que efetuou e que lhe permitiram identificar e validar a autoria dos painéis de S. Vicente de Fora.
Foi o primeiro diretor do Museu Nacional de Arte Antiga, junto ao qual existe hoje um largo com o seu nome (Largo José de Figueiredo). O museu criou o Instituto José de Figueiredo também em sua homenagem.
Dedicou a sua vida à arte e à procura de objetos da arte Portuguesa espalhados pela Europa, principalmente em França e na Holanda. Adquiriu grande parte do espólio que hoje se encontra exposto no Museu de Arte Antiga em Lisboa. O seu irmão era proprietário da Casa de Farelães, no Minho, sendo este um dos mais antigos solares da Península Ibérica e ainda hoje na posse da família Figueiredo.
Foi tio do ilustre Dr Manuel de Figueiredo, escritor e pensador que foi durante vários anos o diretor do Museu de Soares dos Reis no Porto. Neste mesmo museu funciona ainda hoje a sede do Ciclo Dr José de Figueiredo, que se dedica à promoção e restauro de obras de arte em Portugal.
A Academia Nacional das Belas-Artes em homenagem ao seu primeiro diretor, atribui um prémio com o seu nome aos melhores livros publicados em Portugal sobre arte e património.
Encontra-se colaboração da sua autoria na revista luso-brasileira Atlantida  (1915-1920) e ainda na revista Lusitânia (1924-1927).
Foi agraciado com os seguintes graus das Ordens Honoríficas Portuguesas: Grande-Oficial da Ordem Militar de Sant'Iago da Espada (14 de fevereiro de 1920), Grã-Cruz da Ordem Militar de Cristo (28 de julho de 1933), Grande-Oficial da Ordem da Instrução Pública (7 de setembro de 1935) e Grã-Cruz da Ordem Militar de Sant'Iago da Espada (14 de novembro de 1936).

## Obras
- Algumas Palavras sobre a Evolução da Arte em Portugal